# 小山正明
小山 正明（こやま まさあき、1934年7月28日 - 2025年4月18日）は、兵庫県明石市出身のプロ野球選手（投手）・コーチ、解説者・評論家。
優れた制球力から「投げる精密機械」と称えられ、金田正一、米田哲也に次ぐ日本プロ野球歴代3位の320勝、同5位の290完投を記録した。通算無四球試合も鈴木啓示に次ぐ歴代2位。2001年に野球殿堂入り。

## 経歴

### タイガース時代
小山が通った高砂高校はもともと女学校で、小山の入学する1年前の1949年に男女共学となって野球部が設立されたばかりであり、野球では全く無名であった。小山は高校3年秋に進学を勧める父親を説得し、その父親のつてで大阪タイガースの入団テストを受ける。なお、小山の父が息子の入団テストを依頼する手紙を監督の松木謙治郎宛に書いたが、それが大変な達筆であったと松木は数十年後に回顧しており、小山本人からはたいした印象を受けなかったとされる。なお、小山の父・英一は書道塾を営んでいたという。その後、タイガースからの合否通知がなかなか届かず、自宅から近い明石市内でキャンプを行っていた大洋松竹ロビンスの入団テストも受けたが、当時は大洋ホエールズと松竹ロビンスの球団合併で選手が増えていたこともあり不合格となった。結局、テストから5ヶ月たった翌1953年3月になって阪神から練習生として採用との通知が届き、契約金なしの月給5,000円で打撃投手も兼ねたテスト生として入団。なお、小山は阪神の球団オーナーの野田誠三の遠縁にあたることから、お情け採用だった可能性もある。
シーズンに入ると練習生から二軍選手に昇格。さらに、8月の対近鉄戦で完投勝利を収めると、この投球が評価されて一軍に昇格した。一軍に上がるとレギュラー陣の打撃投手を務めるが、藤村富美男・金田正泰などのベテランや後藤次男などに指名されることが多く、打ちやすいコースに投げられないと藤村は黙って隣のケージに移動していったことが一番堪えたという。後年「クビにならないように必死だった。戦争帰りの人たちはとにかく怖かった」と述懐している。
制球の良い渡辺省三が先輩にいたことと、打者陣の厳しい要求に応えることで制球に磨きがかかった。
1953年に5勝。
1954年にはチーム最多となる11勝を挙げて先発ローテーションに定着。
1956年には17勝、防御率1.66（リーグ6位）と好成績を収め、25勝の大崎三男、22勝の渡辺省三と並んでエース格となる。この年は速球で三振を取ることだけが投手の一番の仕事ではないと思い知り、いわゆる「コントロール」に目覚めた年で、この頃より自分で配球を組み立てながら投げられるようになった。
1958年は開幕前に伊東でミニキャンプを張るが、シートバッティングで投げていた際に、ぬかるんだグラウンドに足を取られて右太股を肉離れしてしまう。しかし、5月から復帰すると1ヶ月の内に7勝を荒稼ぎし、シーズンでは24勝（12敗）防御率1.69（リーグ4位）と初めて20勝を達成し、阪神のエースにのし上がった。またこの年は新たにパームボールを覚え、日米野球で来日したセントルイス・カージナルスとの対戦で投げ、ことごとく空振りを奪ったという。
1959年も20勝、防御率1.86（リーグ3位）を記録するが、同年のシーズン中の7月に大毎オリオンズのオーナー・永田雅一と東京で密会し移籍の勧誘を受ける。同年オフの契約更改において、小山は球団代表の戸沢一隆に大毎移籍を訴えるが、A級10年選手でもないため移籍できるはずもなく、小山は渋々契約更改に同意した。戸沢はセ・リーグ会長の鈴木龍二に対して大毎の協約違反を訴えるが、契約更改が完了したということで鈴木が戸沢を宥めたという。
1960年も25勝を挙げて3年連続20勝以上を達成した。
1962年に監督に就任した藤本定義は、村山・小山の両者に一定の間隔を空けて登板させるローテーションを組む。この頃、記者に投手のローテーションを聞かれた藤本が「小山、村山、雨や」と答えたのが広く知れ渡った。この年、小山はセ・リーグ記録となる5試合連続完封を含むシーズン13完封、47イニング連続無失点（2006年に藤川球児が更新するまで球団記録）を記録。シーズンでは27勝11敗、防御率1.66（リーグ2位）を挙げて、25勝14敗、防御率1.20（リーグ1位）の村山実と2本柱としてリーグ優勝に貢献し、沢村賞を受賞した。一方で、最高殊勲選手投票（当時は単記制）では村山に次ぐ2位だったが、実績を考慮したセ・リーグから「優秀功労賞」として表彰された。最高殊勲選手の選考結果に小山が不満を抱えていると言われたが、そのようなことを言われることこそが小山本人には不満だったという。なお、ロッカールームで二人きりになった際、小山は村山に対してさっと握手を求め「ムラ、おめでとう。よかったな。お前が選ばれてよかったんや」と激励。小山の気持ちを思ってつらくも感じていた村山はこの言葉に救われたという。
同年の東映フライヤーズとの日本シリーズでは4試合に登板、3試合に先発するが0勝2敗に終わる。特に阪神2勝3敗で迎えた第7戦では先発して9回を無失点で抑えるが阪神も得点できずに0-0で延長戦へ突入。10回表に小山が1点を失ったため、決着が付いたと早とちりした小山はロッカールームに引き上げて風呂に入ってしまう。しかし、10回裏に阪神が同点に追いつき延長11回に入るが、そこで小山がベンチにいないことが発覚し大騒ぎになる。あわてて村山がリリーフに出るが、12回表に西園寺昭夫に決勝本塁打を打たれて阪神は日本一を逃してしまった（小山本人は入浴の事実は否定している）。日本シリーズで敗れた後、藤本定義はMVPの選から漏れた小山が初めからやる気を失っていたとして、MVPの投票結果の発表時期を日本シリーズ終了後にするようにセ・リーグ会長の鈴木龍二に直訴。鈴木もこれを受け入れ、1963年以降は日本シリーズ終了後にMVPの結果が発表されるようになった。
阪神では村山と共にタイガースのエース格として活躍したが、「両雄並び立たず」などという声も球団内からは聞かれ、1963年に14勝（14敗）防御率3.59と不振に終わると、その暮れには小山放出の噂が流れる。小山は藤本が既に村山を残し自分は放出する意向であることを知っていたため、忘年会で会った藤本に「来年も頼んまっせ」と言われた時には大変な反発を覚えたという。時を移さずして、長打の打てる打者がほしかった阪神とエース投手がほしかった大毎オリオンズとの思惑が一致し、山内一弘との「世紀のトレード」が成立して大毎に移籍。新聞紙上で報道が過熱する中で阪神本社からは何も連絡がないことにたまりかねて球団社長宅を訪ねたところ、「大毎の永田雅一オーナーから直接電話で『小山を譲ってくれないか』と連日連夜の催促で、大弱りなんだよ」と言われ、小山がその場で「そこまで向こうが言ってくれてるんなら、僕は別に（トレードは）構いませんよ」と答えるとすぐにトレードは成立した。後に「僕の返事を聞いたときの球団社長の、あの満面の笑みは未だに忘れられないよ」と述懐している。永田は小山の入団を大変喜び「君に馬（競走馬）をプレゼントしよう」と言って馬主になることを持ちかけたが、競馬をやらない小山には意味が通じず「自宅に馬を飼う場所がありません」と断ったため、代わりに外車を小山に贈った。

### オリオンズ時代
1964年に大毎から球団名を変更した東京オリオンズは、阪神甲子園球場より狭い東京球場を本拠地球場としており小山にとって移籍は不利と思われたが、阪神時代に王貞治を打ち取るために覚えたパームボールを駆使した打たせて取る投球で30勝を挙げ、最多勝利のタイトルを獲得。
1965年に20勝をマークし、同年の納税額から推定した収入額が3,570万円に達し、現役選手ではトップとされた。これは年俸（推定約1,000万円）に加えて、トレードによる特別ボーナスの支給が約2,500万円あったためである。
1966年も2年連続で20勝を挙げる。1966年10月4日の対西鉄ライオンズ戦では87球で完投し、西鉄の稲尾和久も75球で完投、合計162球の最少投球数試合の記録を作った。
東京時代は独身寮に単身赴任しており、真面目で練習熱心な姿勢はチームの手本であった（1966年から1968年までは投手コーチも兼任）。入団したばかりの村田兆治が徹夜麻雀から朝帰りした時にランニングへ出かける小山と鉢合わせして、村田はとっさに何も言わず自分の部屋に逃げ込んだ。その後、練習中に謝りに来た村田に対して「お前ほどの才能がありながらそれを無駄にするのはさびしくないか」と言い、当時球界を代表するベテラン投手だった小山に諭された村田は感激し、真剣に練習へ取り組むようになった。また、木樽正明が入団3年目にして肩を故障してしまい、不本意な成績で野手転向も検討された時にも、「アイツ（木樽）ほど投手としての才能に恵まれたヤツはいない。もう一度考え直して欲しい」と当時の球団首脳に直訴し、投手としての選手生活を続行させた。いくら大投手とはいえ、ベテランである小山にとって若手が台頭することは自らの死活問題に関わるはずだが、そんなことよりも野球人として才能を愛する人柄がよく現れている。
1970年は16勝、防御率2.30（リーグ3位）とリーグ優勝に貢献。同年の読売ジャイアンツとの日本シリーズでも3試合に登板。最終第5戦では先発し、6回2失点と好投するが、打線の援護がなく日本シリーズ初勝利はならなかった。しかしセ・パ両リーグで日本シリーズにおいて先発登板し、日本プロ野球史上唯一の両リーグ100勝を記録した。
1971年7月3日の対東映フライヤーズ戦では自ら決勝点となる勝ち越しの適時二塁打を記録して完投勝利を挙げ、日本プロ野球史上4人目の通算300勝を達成。試合後にはチームメイトから胴上げされた。
1972年9勝に終わると、新監督として金田正一を迎えたロッテは小山を大洋の鬼頭洋・安田泰一と交換しようとする。しかし、小山は前オーナーだった中村長芳との間にシーズン終了後の特別表彰と功労金の約束があったとして簡単に応じず、結局ロッテから功労金を受け取ってトレードを了承した。なお同時期ヒューストン・アストロズのレオ・ドローチャー監督が小山の獲得に動いたが実現はしなかった。

### ホエールズ時代
1973年は選手兼任コーチとなり戦列を離れていたが、5月に監督の青田昇の要請で現役復帰。5月21日には中日相手に被安打1、94球で完封のマダックスを達成するが、最終的には4勝に終わり、同年10月24日に再び引退。

### 現役引退後
引退後は阪神（1974年 - 1975年, 1982年 - 1983年, 1998年一軍投手コーチ）、西武（1990年 - 1991年一軍投手コーチ）、ダイエー（1993年一軍ヘッドコーチ→1994年一軍ヘッド兼投手コーチ）でコーチ、合間を縫って朝日放送テレビ・ラジオ解説者（1976年 - 1981年, 1984年 - 1988年）、サンテレビジョン解説者（1989年, 1992年, 1995年 - 1997年）も歴任。
阪神コーチ1期目には谷村智博にパームボールを伝授したほか、移籍してきたかつてのライバル・米田哲也を登板間隔に気を使いながら起用し、米田はそのおかげで調整がやりやすくなった。
2期目には福間納にチェンジアップを取り組ませ、山本和行にはパームを教え、山本がパームを決め球に使うと打者が面白いように引っかかってくれた。
西武コーチ時代はオリオンズ時代の後輩である八木沢荘六コーチと共に投手陣の整備を担い、2年連続リーグ優勝・日本一に貢献し、入団2年目の石井丈裕にパームボールを伝授して素質を開花させた。
阪神コーチ3期目には投手陣に投げ込みを課して故障者が続出し、退任後の1999年からはサンテレビ解説者に復帰。2001年からはデイリースポーツ評論家としても活動し、サンテレビ解説者は2017年限りでレギュラー解説から勇退。2018年からゲスト解説として出演していた。
2025年2月に阪神のチームメイトだった吉田義男の訃報が伝えられた際にはコメントを寄せていたが、約2か月後の4月18日に急性心不全のため東京都内の病院で死去したことが同月24日に報じられた。90歳没。

## 選手としての特徴

小山正明の投球フォーム(1961-1962年頃)

飄々とした無駄な力の入っていない投法で、村山の顔をゆがめ全力投球するスタイルとは対照的だった。
精密機械と称された制球力のみならず、直球の威力も本人は「ゆったりしたフォームからビュッとホップする球が来るから打者も面食らったんじゃないか」と語り、バックで守っていた吉田義男は「小山の調子がいい時は内野手はヒマだった」（飛球が多いため）、「針の穴を通す」という巧妙な制球力と証言している。
また、球団の先輩選手から「真っ直ぐはいつまでも続かんぞ」と言われたことと、小山自身も直球とカーブだけでは力が衰えた時に対処できなくなると考え、ナックル、フォークなども試してみたが、アメリカの雑誌を参考にしたパームボールが一番掌にしっくりくるとしてこれを習得。小山はパームボールを阪神時代から投げるようになっていたが、広い阪神甲子園球場から狭い東京球場に本拠地が替わった東京オリオンズ移籍後はパームボールを本格的に駆使するようになりテスト生から300勝投手になった。なお、本人曰く3種類のパームボールを投げ分けていたという。
他の大投手と同様に走り込みによる下半身強化の重要性を説き、「コマは心棒がしっかりしていてこそ安定する。投手も同様に下半身の安定があって初めてボールをコントロールできる。下半身を鍛えること、これがワシの生命や」と度々コメントしている。後輩の木樽正明によると、小山のマウンドでのスパイク跡は全く同じ場所に踏み出されており、土が全く掘れていなかったという。
1954年3月21日の中日とのオープン戦で、ノーヒットノーランを達成したことがある。公式戦においてはノーヒットノーランを達成したことは無いが、1安打完封勝利が5度あり、そのうち1956年6月6日の大洋戦では1回無死から先頭の沖山光利にヒットを打たれた後に残りの27人をノーヒットに抑え完封勝利。オリオンズに移籍した1965年7月15日の阪急戦では無安打のままで迎えた9回2死からウィンディにヒットを浴び、ノーヒットノーランを逃している。
阪神時代は王貞治を苦手とし、王が新人で「三振王」と揶揄された頃の天覧試合でも本塁打を打たれており、1962年は自身は27勝11敗、防御率1.66という好成績にもかかわらず一本足打法に切り替えた王から、1試合3被本塁打を含む7被本塁打を記録した。対王貞治13被本塁打。このため王対策としてパームボールを徹底的に活用。1963年は14勝14敗、防御率も3点台とシーズン成績は芳しくなかったが、王からの被本塁打を0に抑えた。
江本孟紀は現役当時、小山のフォームを参考にして肩をあまり動かさず、手首を「ピュッ」と利かせてボールを切る、無駄と無理のない投球を心掛けた。もっとも「針の穴（を通すような制球）」は最後までマネできなかったという。
投球のテンポが良く、捕手からの返球を受けるとすぐに振りかぶって次の投球動作に入っていた。『複雑なサインをやりとりするのは自信のないヤツがすることや』との自負心もあったと言われる。

## 人物
妻は阪急軍初期の名選手だった宮武三郎の娘。小山が合宿所で猿を飼いたいと思い立ち、週刊誌面にて猿を譲渡してくれる人を募集したところ、宮武家から返事があり、宮武家を訪れたことがきっかけだという（当時、宮武三郎は既に亡くなっており、小山自身も当初は宮武三郎の家とは知らなかったという）。
芥川比呂志に似ていると言われ、芥川も「テレビあれこれ」という随筆で「われながら、見れば見るほどよく似ている。横顔が似ているとか、口元が似ているなどという生易しいものではなく、どこから見ても似ていて、後ろ向きになるといよいよ似ている。自分で見ても、腹が立つくらい似ているのだから、他人が見ると尚更らしい」と書いている。
真夏でも熱いお茶しか飲まないなど徹底した健康管理に努め、ライバルであった村山実ですら「小山さんのプロとしての姿勢は勉強になった」と賞賛した。また、小山には煙草を吸う習慣がないため、天覧試合で配られた恩賜の煙草も自分では吸わずに父親に手渡した。
一言居士な一面もあり、青田昇によると1962年の阪神優勝の際に、優勝記念として選手に純金のプレートが配られたが、小山はそのプレートに優勝年月日や球団名が彫られていることに対し『削られた分の金はどうなる』とクレームを入れたことがあるという。
2012年には兵庫県立高砂高等学校の同級生の計らいにより、小惑星に自らの名前（13553 Masaakikoyama）が命名されたことに驚き、「大きな土地をもろたよ。行かれへんけどな。」「現在、過去と生きてきて、天体とは全く縁がなかった。驚いてる、ビックリしてるというのが正直な感想。一度は見てみたいかな。」と語っている。

## 詳細情報

### 年度別投手成績
| 年 度      | 球 団       | 登 板 | 先 発 | 完 投 | 完 封 | 無 四 球 | 勝 利 | 敗 戦 | セ 丨 ブ | ホ 丨 ル ド | 勝 率 | 打 者 | 投 球 回 | 被 安 打 | 被 本 塁 打 | 与 四 球 | 敬 遠 | 与 死 球 | 奪 三 振 | 暴 投 | ボ 丨 ク | 失 点 | 自 責 点 | 防 御 率 | W H I P |
| ---------- | ----------- | ----- | ----- | ----- | ----- | -------- | ----- | ----- | -------- | ----------- | ----- | ----- | -------- | -------- | ----------- | -------- | ----- | -------- | -------- | ----- | -------- | ----- | -------- | -------- | ------- |
| 1953       | 大阪 阪神   | 16    | 10    | 3     | 1     | 0        | 5     | 1     | --       | --          | .833  | 253   | 60.2     | 60       | 4           | 17       | --    | 0        | 22       | 0     | 0        | 24    | 23       | 3.41     | 1.27    |
| 1954       | 大阪 阪神   | 40    | 23    | 5     | 1     | 1        | 11    | 7     | --       | --          | .611  | 667   | 166.0    | 148      | 15          | 44       | --    | 1        | 75       | 1     | 0        | 62    | 56       | 3.04     | 1.16    |
| 1955       | 大阪 阪神   | 27    | 14    | 5     | 1     | 2        | 7     | 4     | --       | --          | .636  | 515   | 131.0    | 110      | 4           | 34       | 7     | 0        | 75       | 1     | 0        | 37    | 33       | 2.27     | 1.10    |
| 1956       | 大阪 阪神   | 59    | 14    | 8     | 4     | 3        | 17    | 13    | --       | --          | .567  | 858   | 232.1    | 134      | 8           | 40       | 7     | 4        | 220      | 3     | 1        | 55    | 43       | 1.67     | 0.75    |
| 1957       | 大阪 阪神   | 52    | 26    | 14    | 5     | 6        | 15    | 17    | --       | --          | .469  | 968   | 250.0    | 192      | 9           | 37       | 4     | 7        | 201      | 0     | 0        | 76    | 66       | 2.38     | 0.92    |
| 1958       | 大阪 阪神   | 53    | 34    | 24    | 4     | 10       | 24    | 12    | --       | --          | .667  | 1193  | 313.1    | 226      | 15          | 49       | 7     | 2        | 252      | 2     | 1        | 77    | 59       | 1.69     | 0.88    |
| 1959       | 大阪 阪神   | 52    | 37    | 22    | 8     | 6        | 20    | 16    | --       | --          | .556  | 1310  | 344.0    | 246      | 24          | 62       | 3     | 5        | 254      | 2     | 0        | 82    | 71       | 1.86     | 0.90    |
| 1960       | 大阪 阪神   | 60    | 42    | 23    | 7     | 5        | 25    | 19    | --       | --          | .568  | 1423  | 362.0    | 287      | 20          | 63       | 2     | 11       | 273      | 2     | 0        | 106   | 95       | 2.36     | 0.97    |
| 1961       | 大阪 阪神   | 46    | 37    | 18    | 4     | 3        | 11    | 22    | --       | --          | .333  | 1144  | 291.1    | 222      | 20          | 65       | 8     | 4        | 204      | 5     | 0        | 91    | 78       | 2.41     | 0.99    |
| 1962       | 大阪 阪神   | 47    | 40    | 26    | 13    | 10       | 27    | 11    | --       | --          | .711  | 1354  | 352.2    | 268      | 19          | 59       | 9     | 7        | 270      | 1     | 0        | 77    | 65       | 1.66     | 0.93    |
| 1963       | 大阪 阪神   | 34    | 33    | 12    | 0     | 1        | 14    | 14    | --       | --          | .500  | 971   | 233.0    | 218      | 27          | 66       | 6     | 4        | 98       | 0     | 0        | 108   | 93       | 3.59     | 1.22    |
| 1964       | 東京 ロッテ | 53    | 42    | 25    | 3     | 3        | 30    | 12    | --       | --          | .714  | 1439  | 361.1    | 300      | 26          | 87       | 7     | 6        | 193      | 1     | 1        | 112   | 99       | 2.47     | 1.07    |
| 1965       | 東京 ロッテ | 50    | 39    | 22    | 4     | 3        | 20    | 20    | --       | --          | .500  | 1303  | 322.1    | 270      | 30          | 81       | 6     | 9        | 171      | 3     | 0        | 102   | 84       | 2.35     | 1.09    |
| 1966       | 東京 ロッテ | 49    | 34    | 23    | 7     | 7        | 20    | 13    | --       | --          | .606  | 1191  | 304.0    | 266      | 24          | 38       | 0     | 8        | 187      | 2     | 0        | 85    | 70       | 2.07     | 1.00    |
| 1967       | 東京 ロッテ | 44    | 30    | 9     | 1     | 3        | 13    | 11    | --       | --          | .542  | 949   | 225.1    | 223      | 26          | 55       | 6     | 7        | 126      | 2     | 0        | 101   | 81       | 3.24     | 1.23    |
| 1968       | 東京 ロッテ | 25    | 12    | 0     | 0     | 0        | 4     | 4     | --       | --          | .500  | 372   | 87.0     | 82       | 11          | 27       | 2     | 4        | 53       | 0     | 0        | 38    | 32       | 3.31     | 1.25    |
| 1969       | 東京 ロッテ | 33    | 29    | 8     | 2     | 1        | 11    | 7     | --       | --          | .611  | 747   | 182.1    | 173      | 15          | 31       | 4     | 5        | 136      | 1     | 0        | 70    | 60       | 2.96     | 1.12    |
| 1970       | 東京 ロッテ | 38    | 29    | 18    | 4     | 3        | 16    | 11    | --       | --          | .593  | 952   | 242.2    | 199      | 19          | 40       | 3     | 8        | 141      | 2     | 0        | 74    | 62       | 2.30     | 0.98    |
| 1971       | 東京 ロッテ | 35    | 28    | 16    | 1     | 5        | 17    | 8     | --       | --          | .680  | 877   | 211.0    | 213      | 22          | 42       | 5     | 5        | 111      | 2     | 0        | 92    | 76       | 3.24     | 1.21    |
| 1972       | 東京 ロッテ | 28    | 19    | 7     | 2     | 1        | 9     | 6     | --       | --          | .600  | 639   | 152.1    | 167      | 21          | 26       | 3     | 8        | 57       | 0     | 0        | 74    | 69       | 4.08     | 1.27    |
| 1973       | 大洋        | 15    | 11    | 2     | 2     | 0        | 4     | 4     | --       | --          | .500  | 298   | 74.1     | 64       | 6           | 15       | 0     | 4        | 40       | 0     | 0        | 24    | 21       | 2.54     | 1.06    |
| 通算：21年 | 通算：21年  | 856   | 583   | 290   | 74    | 73       | 320   | 232   | --       | --          | .580  | 19423 | 4899.0   | 4068     | 365         | 978      | 89    | 109      | 3159     | 30    | 3        | 1567  | 1336     | 2.45     | 1.03    |

- 各年度の太字はリーグ最高
- 大阪（大阪タイガース）は、1961年に阪神（阪神タイガース）に球団名を変更
- 東京（東京オリオンズ）は、1969年にロッテ（ロッテオリオンズ）に球団名を変更

### 通算打撃成績
1555打数　244安打　9本　76打点（.157） 

### タイトル
- 最多勝利：1回 （1964年）
- 最多奪三振：1回 （1962年） ※当時連盟表彰なし、セントラル・リーグでは、1991年より表彰
- 最高勝率：1回 （1962年）

### 表彰
- 沢村栄治賞：1回 （1962年）※13完封は受賞者最多
- 野球殿堂競技者表彰（2001年）

### 記録
- シーズン30勝以上：1回 （1964年）
- シーズン20勝以上：7回 （1958年 - 1960年、1962年、1964年 - 1966年）

- シーズン最多無四死球試合：10 （1958年、1962年） ※セ・リーグ記録

- 連続イニング連続無失点：47 （1962年7月7日 - 7月29日）
- 両リーグ100勝以上 （セ：180勝、パ：140勝） ※日本プロ野球史上唯一
- 通算防御率：2.454　※2000投球回以上かつ最優秀防御率未獲得では歴代最高
- オールスターゲーム出場：11回 （1957年 - 1960年、1962年 - 1967年、1970年）
- シーズン最多完封勝利：13 （1962年） ※セ・リーグ記録
- 連続試合完封勝利：5 （1962年7月7日 - 7月22日） ※セ・リーグ記録

| 1962年完封勝利試合 | 1962年完封勝利試合 | 1962年完封勝利試合 | 1962年完封勝利試合 | 1962年完封勝利試合 | 1962年完封勝利試合 |
| #                  | 日付               | 対戦チーム         | 回戦               | 球場               | 備考               |
| ------------------ | ------------------ | ------------------ | ------------------ | ------------------ | ------------------ |
| 1                  | 5月17日            | 巨人               | 7                  | 後楽園球場         |                    |
| 2                  | 6月24日            | 大洋               | 11                 | 川崎球場           |                    |
| 3                  | 7月7日             | 中日               | 11                 | 中日球場           |                    |
| 4                  | 7月11日            | 国鉄               | 14                 | 後楽園球場         | 2試合連続          |
| 5                  | 7月15日            | 大洋               | 12                 | 甲子園球場         | 3試合連続          |
| 6                  | 7月19日            | 広島               | 17                 | 広島市民球場       | 4試合連続          |
| 7                  | 7月22日            | 中日               | 17                 | 甲子園球場         | 5試合連続          |
| 8                  | 8月2日             | 国鉄               | 17                 | 甲子園球場         |                    |
| 9                  | 8月21日            | 広島               | 22                 | 甲子園球場         |                    |
| 10                 | 9月6日             | 大洋               | 23                 | 川崎球場           |                    |
| 11                 | 9月16日            | 国鉄               | 23                 | 後楽園球場         |                    |
| 12                 | 9月19日            | 広島               | 25                 | 甲子園球場         |                    |
| 13                 | 10月3日            | 広島               | 26                 | 甲子園球場         | 優勝決定           |

節目の記録
節目の記録
- 1000奪三振：1959年8月16日、対国鉄スワローズ22回戦（後楽園球場）、岩下守道から　※史上17人目
- 100勝：1960年4月3日、対広島カープ2回戦（広島市民）、9回3失点完投勝利　※史上27人目
- 150勝：1962年7月19日、対広島カープ17回戦（後楽園球場）、9回無失点完封勝利
- 500試合登板：1964年5月3日、対東映フライヤーズ9回戦（東京スタジアム）、先発登板
- 2000奪三振：1964年5月21日、対阪急ブレーブス12回戦（東京スタジアム）、石川進から　史上4人目
- 200勝：1964年8月13日、対南海ホークス27回戦（大阪球場）、9回1失点完投勝利　※史上10人目
- 600試合登板：1966年5月17日、対南海ホークス7回戦（東京スタジアム）、先発登板　※史上6人目
- 250勝：1967年5月19日、対南海ホークス5回戦（東京スタジアム）、9回1失点完投勝利　※史上6人目
- 700試合登板：1968年7月19日、対近鉄バファローズ15回戦（東京スタジアム）、7回一死から中継ぎ登板　※史上4人目
- 3000奪三振：1971年6月19日、対西鉄ライオンズ12回戦（東京スタジアム）基満男から　※史上2人目
- 300勝：1971年7月3日、対東映フライヤーズ9回戦（後楽園球場）、9回1失点完投勝利　※史上4人目
- 800試合登板：1971年8月1日、対阪急ブレーブス15回戦（東京スタジアム）、6回一死から中継ぎ登板　※史上3人目

### 背番号
- 49 （1953年）
- 6 （1954年 - 1956年）
- 14 （1957年）
- 47 （1958年 - 1973年）
- 71 （1974年 - 1975年）
- 81 （1982年 - 1983年、1998年）
- 87 （1990年 - 1991年）
- 82 （1993年 - 1994年）

## 関連情報

### 解説者としての出演番組
- サンテレビボックス席
- ABCフレッシュアップベースボール - 出演していたABCラジオのプロ野球中継の現行タイトル
- スーパーベースボール - 出演していたABCテレビのプロ野球中継現行統一タイトル（1984年のオールスターゲームではテレビ朝日制作分に出演）

### CM
- 日本盛燗一発